# Wolf Feurer
Wolf Feurer (* unbekannt; † 4. Februar 1557) war 1553 bis 1557 Bürgermeister der Reichsstadt Heilbronn.
Feurer stammte aus einer der einflussreichen Patrizierfamilien der Stadt. Feurer war 1542 Mitglied des Rats und später auch des Gerichts.
Bekannt wurde Feurer als Mitglied einer dreiköpfigen Verhandlungsdelegation im Schmalkaldischen Krieg. Heilbronn hatte sich 1538 dem protestantischen Schmalkaldischen Bund angeschlossen; dieser unterlag ab 1546 den Truppen Kaiser Karls V., der ein Gegner der Reformation war. Der Rat Heilbronns sandte Wolf Feurer gemeinsam mit zwei anderen Abgesandten im Jahr 1546 zum Kaiser, um über die Übergabe der Stadt zu verhandeln und deren Zerstörung zu verhindern. Karl V. verschonte die Stadt unter der Bedingung, dass die Stadt das Bündnis mit dem Schmalkaldischen Bund aufkündigen sowie 20000 Gulden bezahlen und für Kost und Logis der kaiserlichen Armee in Heilbronn sorgen würde. Durch den Einsatz marodierender spanischer Truppen sorgte der Kaiser 1548 dafür, dass Heilbronn vorübergehend (für die Zeit des Augsburger Interims) wieder zum katholischen Glauben zurückkehrte, bevor 1552 der Passauer Vertrag das Interim außer Kraft setzte und Glaubensfreiheit schaffte.
Infolge der vorangegangenen Streitigkeiten mit der Stadt regelte der Kaiser 1552 die Ratsverfassung neu und räumte den – nach Meinung des Kaisers weniger reformatorisch gesinnten – Patrizierfamilien uneingeschränkte Macht ein. Ab 1552 war Feurer Schultheiß und von 1553 bis 1557 folgte er seinem Bruder Peter Feurer als Bürgermeister von Heilbronn.
Feurer wird auch als Fuir und Fuirer geführt. Die Familie stammt ursprünglich aus Hall und gehörte dort zu den „Sieben-Burgen-Geschlechtern“. Verwandt und verschwägert sind die Heilbronner Feurer mit den Gerhard, Laemmlin, Lutwin, von Münchingen und Wigmar. Das Wappen hat seinen Ursprung aus Schwäbisch Gmünd. Sowohl das Wappen als auch die Helmziert zeigen ein Einhorn, dessen Kopf und vordere Körperhälfte weiß und die hintere Körperhälfte schwarz sind.